# Mukhtar Mohamed Hussein
Sheikh Mukhtar Mohamed Hussein (Oddur, 1912 – Nairobi, 12 giugno 2012) è stato un politico somalo, presidente del Parlamento e presidente della Repubblica ad interim dal 15 al 21 ottobre 1969.

## Biografia
Nato nel 1912 a Oddur, nella regione meridionale di Bakool, apparteneva al clan dei Rahanweyn. Studiò il Corano, imparandone e memorizzandone interi capitoli, e completò in seguito i suoi studi in storia dell'Islam.
Divenne poi un commerciante, aprendo un negozio a Oddur e poi uno più grande a Baidoa, prima di entrare in politica.

## Carriera politica
Alla fine degli anni '40 entrò nel Circolo della Gioventù Somala, chiamato in seguito Lega dei Giovani Somali, prestò servizio nell'ufficio principale dell'allora Commissariato dell'Alto Giuba del governatorato della Somalia.

Divenne un membro eminente della Lega e nel 1956 entrò nell'Assemblea Legislativa, durante l'Amministrazione fiduciaria italiana.
Fu rieletto all'Assemblea Legislativa nel 1959, poco prima dell'indipendenza, ed entrò poco dopo nell'Assemblea Costituente del nuovo Stato somalo, diventato indipendente nel 1960.
Rieletto nuovamente al Parlamento, di cui fu Presidente dal 1965 al 1969. Quando il presidente Abdirashid Ali Shermarke fu assassinato, il 15 ottobre 1969, Hussein divenne Presidente ad interim. Restò in carica solo una settimana, perché il 21 ottobre il generale Siad Barre, Comandante in Capo dell'Esercito, prese il potere con un colpo di Stato.
Barre estromise Hussein dal potere e, come altre importanti figure del governo, lo mise agli arresti domiciliari, nei primi anni con dure restrizioni, poi attenuate, finché Hussein chiese ed ottenne la liberazione.
Ritiratosi dalla vita politica Hussein dedicò il proprio tempo allo studio dell'Islam nel suo podere ad Afgoi.

È morto a Nairobi il 12 giugno 2012 e il governo somalo gli ha concesso funerali di Stato a Mogadiscio, dove è stato sepolto il 15 giugno.